# Aymeric Laporte
Aymeric Laporte, teljes nevén Aymeric Jean Louis Gérard Alphonse Laporte (Agen, 1994. május 27. –) spanyol válogatott labdarúgó, az en-Naszr játékosa.

## Pályafutása

### Klubcsapatokban
Aymeric Laporte nagyon fiatalon, mindössze 16 évesen már az Atletic Club játékosa volt. A klubnál régi hagyomány, hogy csak baszk játékosokat alkalmaznak. Laporte az aquitaniai Agenben született, ám Bayonnéban, Baszkföld Franciaországi területén nőtt fel. Hamar kölcsönadták a  CD Baskonia  csapatának. Egy év múlva visszatért és a felnőtt csapattal készült. 2012 novemberében volt nevezve először a baszk csapat keretében. A LaLiga 15. fordulójában debütált az Celta Vigo ellen. A mérkőzés 33. percében Aritz Aduriz talált be. A fiatal játékos a 90. percben állt be Ander Herrera cseréjeként. A végeredmény 1-0 maradt a baszk csapat számára. Ernesto Valverde 2013-as érkezésével  alapember lett. Edzője bizalmát 2 góljával hálálta meg. A 2015–2016-os Európa-ligában a negyeddöntőig menetelt a csapatával.  Josep Guardiola is felfigyelt tehetségére, de maradt a baszk csapatnál.
2018 januárjában a Manchester Cityhez igazolt. Első manchesteri szezonjában 9 mérkőzésen játszott.
2023. augusztus 24-én a szaúdi en-Naszr csapatába igazolt 23,6 millió fontért, amivel a bajnokság legdrágább védője lett.

### A válogatottban

#### Franciaország
Többszörös francia korosztályos válogatott. 2011-ben rész vett az U17-es labdarúgó-Európa-bajnokságon és az U17-es labdarúgó-világbajnokságon. A 2013-as U19-es labdarúgó-Európa-bajnokságon ezüstérmesként végzett a válogatottal és két mérkőzésen csapatkapitány is volt. 2015 októberében azt nyilatkozta, hogy ha nem került be a 2016-os labdarúgó-Európa-bajnokság francia keretébe, akkor lehetséges hogy Spanyolország nemzeti válogatottját fogja választani. 2016 augusztusában megkezdte a honosítási folyamatot, hogy országot váltson, ebben Julen Lopetegui is támogatta. Októberben meghívott kapott a francia felnőtt válogatottba, de pályára egyik mérkőzésen sem lépett.

### Spanyolország
2021 májusában megkapta a spanyol állampolgárságot. Bekerült a 2020-as labdarúgó-Európa-bajnokságra készülő spanyol keretbe. Június 4-én be is mutatkozott Portugália ellen.

## Statisztika
2023. augusztus 12.
| Klub            | Szezon   | Bajnokság | Bajnokság | Kupa     | Kupa  | Ligakupa | Ligakupa | Nemzetközi | Nemzetközi | Egyéb    | Egyéb | Összesen | Összesen |
| Klub            | Szezon   | Mérkőzés  | Gólok     | Mérkőzés | Gólok | Mérkőzés | Gólok    | Mérkőzés   | Gólok      | Mérkőzés | Gólok | Mérkőzés | Gólok    |
| --------------- | -------- | --------- | --------- | -------- | ----- | -------- | -------- | ---------- | ---------- | -------- | ----- | -------- | -------- |
| Basconia        | 2011–12  | 33        | 2         | —        | —     | —        | —        | —          | —          | —        | —     | 33       | 2        |
| Bilbao Athletic | 2012–13  | 8         | 0         | —        | —     | —        | —        | —          | —          | 0        | 0     | 8        | 0        |
| Athletic Bilbao | 2012–13  | 15        | 0         | 0        | 0     | —        | —        | 2          | 0          | —        | —     | 17       | 0        |
| Athletic Bilbao | 2013–14  | 35        | 2         | 3        | 0     | —        | —        | —          | —          | —        | —     | 38       | 2        |
| Athletic Bilbao | 2014–15  | 33        | 0         | 7        | 0     | —        | —        | 9          | 0          | —        | —     | 49       | 0        |
| Athletic Bilbao | 2015–16  | 26        | 3         | 5        | 2     | —        | —        | 12         | 0          | 2        | 0     | 45       | 5        |
| Athletic Bilbao | 2016–17  | 33        | 2         | 4        | 0     | —        | —        | 6          | 0          | —        | —     | 43       | 2        |
| Athletic Bilbao | 2017–18  | 19        | 0         | 1        | 0     | —        | —        | 10         | 1          | —        | —     | 30       | 1        |
| Összesen        | Összesen | 161       | 7         | 20       | 2     | 0        | 0        | 39         | 1          | 2        | 0     | 222      | 10       |
| Manchester City | 2017–18  | 9         | 0         | 1        | 0     | 0        | 0        | 3          | 0          | —        | —     | 13       | 0        |
| Manchester City | 2018–19  | 35        | 3         | 4        | 0     | 1        | 0        | 10         | 2          | 1        | 0     | 51       | 5        |
| Manchester City | 2019–20  | 15        | 1         | 2        | 0     | 0        | 0        | 3          | 0          | 0        | 0     | 20       | 1        |
| Manchester City | 2020–21  | 16        | 0         | 4        | 0     | 3        | 2        | 4          | 0          | —        | —     | 27       | 2        |
| Manchester City | 2021–22  | 33        | 4         | 2        | 0     | 0        | 0        | 9          | 0          | 0        | 0     | 44       | 4        |
| Manchester City | 2022–23  | 12        | 0         | 5        | 0     | 3        | 0        | 4          | 0          | 0        | 0     | 24       | 0        |
| Manchester City | 2023–24  | 1         | 0         | 0        | 0     | 0        | 0        | 0          | 0          | 0        | 0     | 1        | 0        |
| Összesen        | Összesen | 121       | 8         | 18       | 0     | 7        | 2        | 33         | 2          | 1        | 0     | 180      | 12       |
| Összesen        | Összesen | 323       | 17        | 38       | 2     | 7        | 2        | 72         | 3          | 3        | 0     | 443      | 24       |

## Sikerei, díjai

### Klub
- Athletic Bilbao
  - Spanyol szuperkupa: 2015
- Manchester City
  - Angol bajnok: 2017–18, 2018–19, 2020–21, 2021–22, 2022–23
  - Angol kupa: 2018–19, 2022–23
  - Angol ligakupa: 2017–18, 2018–19, 2019–20, 2020–21
  - Angol szuperkupa: 2018
  - UEFA-bajnokok ligája: 2022–23
  - UEFA-szuperkupa: 2023

### Válogatott
- Spanyolország
  - UEFA Nemzetek Ligája: 2022–23

### Egyéni
- La Liga év csapat: 2013–14
- U19-es Európa-bajnokság – A torna csapatának tagja: 2013